# Dipturus batis
Плахур гладенький, рая велика (Dipturus batis) — вид хрящових риб родини ромбових скатів. Найбільший представник даної родини, досягає довжини 285 см. Донна риба, що живе на глибині від 100 до 1000 м, зазвичай зустрічається на глибині 100—200 м у прибережних ділянках над мулистими або піщаними ґрунтами. Максимальна тривалість життя — 50 років.

## Таксономія
Цей скат вперше описаний Карлом Ліннеєм в 1758 році під іназвою Raja batis, згодом віднесеного до роду Dipturus. У середині 19 століття серед таксономістів не було єдиної думки про видовий статус цього виду, але більшість вважала, що слід розрізняти два види: Dipturus intermedia і Dipturus flossada. Однак в 1926 році шотландський зоолог Роберт Кларк у своїй оглядовій роботі визнав дійсним тільки один вид Dipturus batis. Дана класифікація проіснувала більше 80 років.
Тільки на початку 21 століття були проведені ретельні дослідження морфологічних і генетичних особливостей скатів і доведена помилковість висновків Р. Кларка. Пропонується повернутися до існуючого поділу на два види.

## Опис
Рило дуже довге і гостре, його довжина в 2,5 — 4 разів більше ширини. Диск ромбоподібної форми з різко загостреними зовнішніми краями. Два спинних плавця розташовані на хвості. У молоді верхня і нижня поверхні диска гладенькі, а у дорослих великих особин частково покриті колючками. Шипи на диску відсутні, уздовж хвоста розташовані 12 — 18 шипів. Верхня поверхня диска оливково-сіра або коричнева з розкиданими світлими точками, нижня поверхня — від попелясто-сірого до сіро-блакитного кольору. Максимальна зареєстрована довжина тіла 285 см, хоча зазвичай не перевищує 100 см, максимальна маса тіла — 97,1 кг.

## Поведінка і живлення
Веде придонний спосіб життя на континентальному шельфі і континентальному схилі, зазвичай на глибині до 200 м поблизу дна. Однак відзначається і в середніх шарах води. Толерантний до широкого діапазону температури і глибини. Найчастіше зустрічаються невеликими групами, в які входять особини подібного віку і статі. Живиться переважно придонними ракоподібними і костистими рибами, дорослі особини віддають перевагу рибі. У шлунках окремих особин були виявлені залишки пластинозябрових, в тому числі і скатів. На відміну від інших видів скатів активно полює вдень і вночі. Темна спинна поверхня полегшує полювання в пелагіалі.

## Розмноження
Самці дозрівають при довжині 125 см у віці 10 років, розміри самиць при дозріванні точно не встановлені, але за оцінками складають 150 см. Період спарювання припадає на весняні місяці. У період розмноження утворюють пари. Співвідношення статей у популяціях приблизно 1:1, але може варіюватися в залежності від регіону проживання та сезону року. Обіймають один одного при спарюванні. Яйцекладний вид. Капсули відкладають навесні і влітку на піщане або мулисте дно, до якого вони прикріплюються жорсткими рогоподібними відростками. Довжина верхніх відростків приблизно дорівнює довжині капсули і в 2 рази перевищує довжину нижніх. Відкладають одночасно по два яйця. Плодючість складає до 40 яєць на рік. Яєчна капсула дуже велика (довжина від 106 до 245 мм, ширина від 50 до 145 мм), прямокутної форми, з чітко вираженими латеральними колами, покрита щільно прилеглими волокнистими нитками. Тривалість розвитку ембріонів точно не встановлена. Розміри молоді при вилупленні 21,2 — 22,3 см. У перший час молодь може слідувати за великими об'єктами, такими як доросла самиця ската.

## Поширення
Історично мешкав на континентальному шельфі північного сходу Атлантичного океану від Мадейри і узбережжя Марокко на півдні до Ісландії і Норвегії на півночі, включаючи Середземне море. У східній частині Балтійського моря, в західній частині Середземного моря і на півдні Північного моря зустрічався рідко. Був відсутній у Чорному морі та східній частині Середземного моря. На початку 20 століття був широко поширений на мілководних ділянках континентального шельфу навколо Британських островів, і найзвичайнісінькім в північних і західних районах. Дуже рідко зустрічався в Ірландському морі, Бристольській затоці і в центральній частині Північного моря. Вилов цього виду в даному регіоні знизився протягом 20-го століття. До 1970-х років гладкий скат зник з Ірландського моря, а також з Ла-Маншу й північної і центральної частини Північного моря. На початку 21 століття регулярно зустрічається тільки на північ і північний захід від Шотландії, в Кельтському морі і вздовж краю континентального шельфу над глибинами понад 150 м.

## Використання людиною
Ромбові скати є важливим промисловим об'єктом в північно-західній Європі і Середземному морі. Гладкі скати, як найбільші представники сімейства, частіше за інші види зустрічалися як прилов під час багатовидового промислу донними тралами і зябровими сітками. У районах, де гладкі скати були численними, існував цільової промисел. Немає точних статистичних даних з улову кожного виду скатів, оскільки облік ведеться за загальним виловом без поділу на види. З середини 20 століття спостерігається постійне збільшення кількості знарядь лову і їх технічної оснащеності. Великі розміри, низька швидкість росту, низька плодючість і великі розміри молоді роблять цей вид чутливим до перелову. Хоча тільки великі екземпляри скатів придатні для подальшої переробки, в трали трапляються всі розмірні групи і навіть яйцеві капсули. Нераціональний промисел призвів до перелову і зникнення гладких скатів з багатьох традиційних жител. Об'єкт спортивної риболовлі, однак, виловлених скатів зазвичай випускають.
У 2000 році Міжнародний союз охорони природи надав цьому виду статус «Вимираючий вид», а в 2006 році перевів його вже в категорію «Види на межі зникнення».